# Governo Prudente de Morais
O Governo Prudente de Morais corresponde ao período da história do Brasil situado entre 15 de novembro de 1894 e 15 de novembro de 1898, quando Campos Sales assumiu a presidência da República.
Terceiro presidente do Brasil, tornou-se o primeiro civil a assumir o cargo e o primeiro a fazê-lo por eleição direta. Sua vitória representou a ascensão dos civis ao Executivo, afinal durante a República da Espada os barões do café dominavam somente o Poder Legislativo. Assim termina a República da Espada, quando o setor militar governou o Brasil, e inicia-se a segunda parte da República Velha.
Durante seu governo, registrou-se um crescimento de 18,0% do PIB brasileiro (média de 4,5%).

## O presidente
Prudente José de Moraes Barros nasceu em Itu formou-se em 1863 pela Faculdade de Direito da Universidade de São Paulo e àquele mesmo ano passou a residir e trabalhar em Piracicaba. Membro do Partido Liberal durante o Brasil Império, foi eleito vereador na respectiva cidade em 1864 e chegou a presidir a Câmara Municipal antes de eleger-se deputado provincial transferindo-se para o Partido Republicano Paulista no curso do mandato. Proclamada a República, integrou a Junta governativa paulista de 1889 ao lado de Rangel Pestana e Joaquim de Sousa Mursa entre 16 de novembro e 14 de dezembro de 1889, data em que foi nomeado governador de São Paulo, cargo ao qual renunciou à 18 de outubro de 1890 a fim de eleger-se senador. Vitorioso, presidiu a Assembleia Nacional Constituinte que promulgou a Constituição de 1891. No dia seguinte à vigência da nova Carta Magna os parlamentares realizaram a eleição presidencial na qual Deodoro da Fonseca, chefe do governo provisório, foi eleito presidente da República com 129 votos derrotando Prudente de Moraes. Como a escolha do vice-presidente ocorreu em separado, nela o vencedor foi Floriano Peixoto, aliado de Moraes. Em 1894 Prudente de Moraes venceu a primeira eleição presidencial direta e tornou-se o primeiro civil a governar o Brasil tendo Manuel Vitorino Pereira como vice-presidente. O novo presidente foi empossado em sessão solene do Congresso Nacional presidida pelo senador paranaense Ubaldino do Amaral.

## Eleição presidencial de 1894
A Constituição de 1891 estendeu o direito ao voto aos homens maiores de 21 anos que não fossem analfabetos, religiosos e militares sob as regras da eleição direta e maioria absoluta dos votos em eleições a realizar-se em 1º de março do último ano do mandato presidencial vigente. Caberia ao Congresso Nacional apurar os votos e caso a maioria absoluta não fosse atingida, os parlamentares elegeriam o presidente da República dentre os dois mais votados e em caso de empate a vitória caberia ao mais idoso. Quanto ao mandato presidencial, este seria de quatro anos sem direito a reeleição com posse fixada para 15 de novembro de 1894. 
Coube à Lei n.º 35 de 26 de janeiro de 1892 minuciar o texto constitucional e esta definiu como eleitor todo cidadão brasileiro maior de vinte e um anos fosse ele nato ou estrangeiro naturalizado. Tal diploma previa casos de suspensão ou perda de direitos políticos e vedava o alistamento de mendigos, analfabetos, praças de pret e membros de ordens religiosas. Adiante, a lei definiu a logística do pleito, casos de inelegibilidade, cargos a serem disputados, regras de apuração e divulgação de resultados e sanções penais, dentre outras providências. No caso das eleições para presidente e vice-presidente da República seria necessária a idade mínima de 35 anos e o gozo dos direitos políticos, mas a votação para os dois cargos ocorreria em separado. Embora contasse com um regramento vigente, o pleito de 1894 foi regido também pelo Decreto n.º 1.668, editado à 7 de fevereiro daquele ano.
Formalmente a Lei n.º 35 determinava que a votação seria por escrutínio secreto com a urna trancada à chave enquanto durasse a votação, contudo a realidade apontava a fraude eleitoral como atividade corriqueira sobretudo por influência do coronelismo, prática na qual os detentores do poder político e econômico controlavam o voto em determinados candidatos em troca de benesses assistencialistas ou favores pessoais aos eleitores, daí expressões como "voto de cabresto" ou "voto de curral". Comum em regiões interioranas, tal hábito era contemporâneo com as "eleições a bico de pena", má conduta onde, na véspera do pleito, o presidente da mesa preenchia a ata certificando a presença de determinado número de eleitores, não raro falsificando assinaturas.
Por não tratar de assuntos como a obrigatoriedade de filiação partidária e homologação de candidaturas em convenções, a legislação permitiu a cada eleitor escrever o nome de sua preferência na cédula, razão pela qual 116 candidatos a presidente receberam um voto cada, fenômeno descrito por Machado de Assis como uma singela forma de homenagear os amigos. Num ambiente onde o voto era facultativo e as restrições ao mesmo eram agravadas pelo elevado índice de analfabetismo, apenas 800 mil brasileiros (pouco menos de 6%) estavam aptos a votar num país com população superior a 14 milhões de habitantes. Ao todo 205 candidatos disputaram a presidência (ente eles Prudente de Moraes e Afonso Pena) e 335 a vice-presidência da República (entre eles Manuel Vitorino Pereira, José Luís de Almeida Couto e José Paes de Carvalho).

## Gabinete ministerial
O gabinete ministerial de Prudente de Morais era composto por seis ministérios ao invés dos nove existentes no governo anterior:
• Presidente --- Prudente de Morais
• Vice-Presidente --- Manuel Vitorino Pereira
• Ministério da Justiça e Negócios Interiores --- Antônio Ferreira, Alberto Torres, Bernardino Júnior e Amaro Cavalcanti
• Ministério da Marinha --- Eliziário Barbosa e Manuel Barbosa
• Ministério da Guerra --- Bernardo Vasques, Dionísio Cerqueira, Francisco Argolo, Carlos Bittencourt e João de Cantuária
• Ministério das Relações Exteriores --- Carlos de Carvalho e Dionísio Cerqueira
• Ministério da Fazenda --- Rodrigues Alves e Bernardino Júnior
• Ministério da Indústria, Viação e Obras Públicas --- Antônio Pires, Joaquim Murtinho, Dionísio Cerqueira, Sebastião de Lacerda e Jerônimo Jardim

## Fatos de seu governo

### Embates com a oposição
Em meio aos acontecimentos da Segunda Revolta da Armada o então presidente Floriano Peixoto reprimiu o levante de modo a salvaguardar sua autoridade e a continuidade da República erigindo em torno de si o "florianismo" dividido em dois polos: o governamental e o de rua. No primeiro tipo localizavam-se os aliados "pragmáticos" do governo apoiando-o por conveniência política e no outro residia a imagem austera que a figura do "marechal de ferro" despertava juto à população. Na sucessão presidencial os "governistas" apoiaram Prudente de Moraes, candidato vitorioso no pleito de 1894. O florianismo "de rua", entretanto, defendia a continuidade de Peixoto no poder, mas diante do resultado inverso subsistiu como força política de oposição ao novo governo até a morte de Floriano Peixoto em 29 de junho de 1895, sete meses depois de entregar o governo ao sucessor. Outra corrente de oposição a Prudente de Moraes foram os monarquistas remanescentes.

### Relações exteriores
Durante seu governo chegou ao fim a Questão de Palmas, litígio envolvendo a Argentina pela posse de terras situadas no oeste dos estados de Paraná e Santa Catarina com veredicto favorável ao Brasil. Também foi objeto de disputa a posse das ilhas de Trindade e Martim Vaz, indevidamente ocupadas pela Coroa Britânica e depois restituídas à soberania brasileira. Foram reatadas também as relações diplomáticas com Portugal, rompidas quando o governo daquele país concedeu guarida a Luís Filipe de Saldanha da Gama e 525 partícipes da Segunda Revolta da Armada a bordo dos navios Mindelo e Afonso de Albuquerque.
A França, com incursões abaixo do Rio Oiapoque, invadiu o Amapá a partir de Guiana Francesa, atacando e incendiando alguns povoados próximos à fronteira. Com o arbitramento internacional, nesse caso com a Suíça, as questões diplomáticas foram resolvidas favoravelmente ao Brasil.

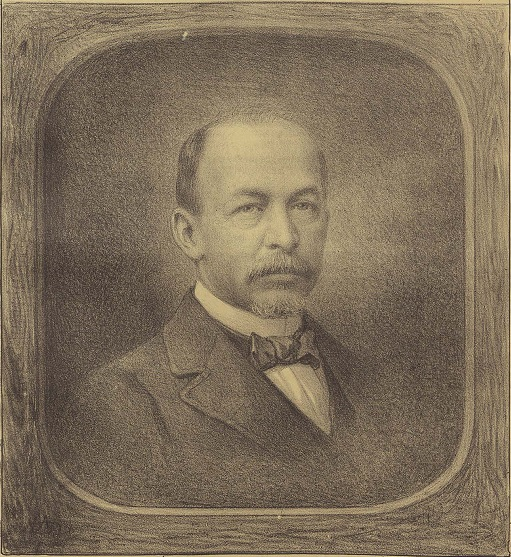
Joaquim Murtinho

### Aspectos Econômicos
As dificuldades econômico-financeiras, herdadas da crise do encilhamento, acentuaram-se em sua administração, sobretudo devido aos gastos militares, aumentando as dívidas com os credores estrangeiros.
Com a assessoria de seus ministros da Fazenda, Rodrigues Alves e Bernardino de Campos, negociou com os banqueiros ingleses a consolidação da dívida externa, operação financeira que ficou conhecida como funding loan, base da política executada por Joaquim Murtinho nos quatro anos seguintes.
O governo Prudente de Morais enfrentou crise e inflação elevada. Embora tenha adotado medidas para estimular a indústria, a insatisfação popular com os baixos salários e a carestia eram grandes tanto no campo quanto nas cidades.
Ele procurou deslindar-se das dívidas adquiridas com a política do Encilhamento, por meio da captação de recursos estrangeiros. Adotou, então, a política econômica do funding loan que consistiu na consolidação da dívida que seria quitada no prazo de sessenta e três anos a juros de 5%. Essa prática econômica foi largamente executada no governo presidencial do sucessor Campos Sales. Em 15 de novembro de 1898 terminou o mandato presidencial de Prudente de Morais, e a crise financeira continuava a prevalecer.

### Revolução Federalista

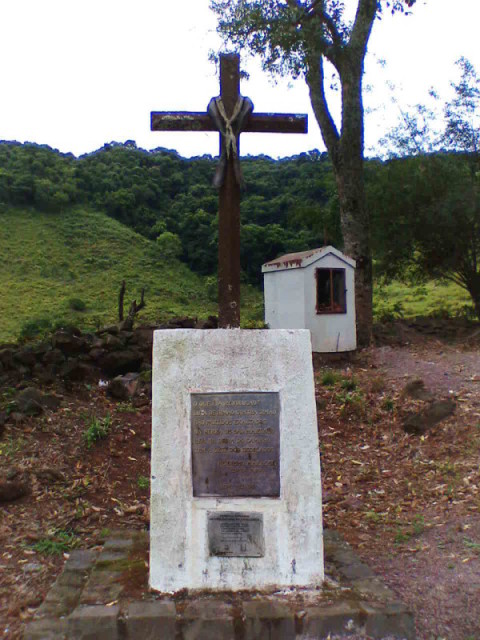
Cruz dos Degolados, homenagem do município de São Martinho da Serra aos mortos na Revolução

A Revolução Federalista irrompeu no sul do Brasil após a Proclamação da República. Existiam no Rio Grande do Sul duas facções: o Partido Federalista do Rio Grande do Sul sob o comando de Gaspar da Silveira Martins e João Nunes da Silva Tavares e o Partido Republicano Rio-Grandense liderado por Júlio de Castilhos. Em 1893 os conflitos entre federalistas (chamados de "maragatos") e republicanos (chamados de "pica-paus") evoluíram para uma guerra civil ainda no Governo Floriano Peixoto, que negou um pedido de intervenção federal feito pelos maragatos e prestou auxílio aos pica-paus. Governador do estado durante a presidência de Deodoro da Fonseca, Júlio de Castilhos deixou o cargo em prol de uma Junta Governativa e três sucessores antes de retornar ao poder à 25 de janeiro de 1893 sendo que os conflitos irromperam no mês seguinte e em julho daquele ano os federalistas empossaram o general João Nunes da Silva Tavares em Bagé enquanto Castilhos exercia o poder em Porto Alegre, dualidade que foi o estopim da guerra civil. O conflito repercutiu também nos estados de Santa Catarina e Paraná, sendo que Curitiba checou a ser tomada.
O conflito terminou em 24 de junho de 1895 no combate de Campo Osório, quando o almirante Saldanha da Gama, possuidor de um contingente de 400 homens, 100 deles marinheiros, lutou até a morte contra os pica-paus comandados pelo general Hipólito Ribeiro. A derrota causou grande comoção entre os maragatos e acelerou o processo de paz, firmado no dia 23 de agosto de 1895, em Pelotas. Militarmente vitoriosos, os partidários de Júlio de Castilhos assinaram um acordo com os federalistas que depuseram as armas e a seguir os participantes da guerra civil foram anistiados.

### Guerra de Canudos
Nascido em Quixeramobim, o peregrino Antônio Vicente Mendes Maciel tinha aspirações sacerdotais, mas devido à morte dos pais dedicou-se ao comércio antes de casar-se com Brasilina Laurentina de Lima. Passou a viver como professor primário e rábula em diferentes cidades do Ceará, estado que abandonou após a traição da esposa. Vagando pelo Sertão Nordestino, presenciou os efeitos da Grande Seca e também as consequências do fim da escravidão, fatos que impulsionaram os flagelados e desvalidos rumo à sua liderança. Rebatizado como Antônio Conselheiro, estabelece um arraial às cercanias do Rio Vaza-Barris em 1893 denominado Canudos.
Sua cidade foi construída em região de solo fértil sob a égide do trabalho coletivo, repúdio ao casamento civil e ao pagamento de impostos sem que Antônio Conselheiro abdicasse das pregações religiosas, logo entremeadas por messianismo. Em seu auge o povoado abrigou 30 mil habitantes e conforme desenvolvia-se foi acusado de abrigar fanáticos religiosos e monarquistas radicais. O exaltação de ânimos levou à Guerra de Canudos, na qual o governo federal enviou três expedições para debelar a insurgência, mas as mesmas foram derrotadas. Somente na quarta investida as tropas do governo venceram a guerra sob artilharia pesada exterminando quase toda a população de Canudos e incendiando o local. A brutalidade do conflito foi relatada pelo jornalista e escritor Euclides da Cunha, correspondente de O Estado de S. Paulo, em seu livro Os Sertões.

### Atentado

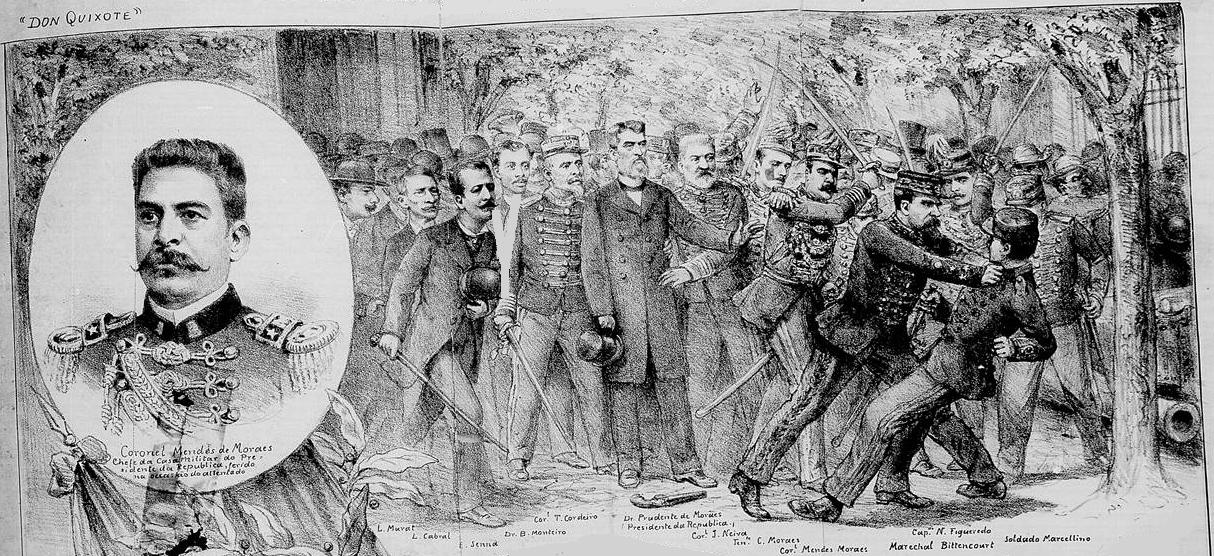
Atentado contra a vida do presidente Prudente de Moraes.

Durante uma recepção a dois dos batalhões partícipes da Guerra de Canudos no Arsenal de Gurra localizado na Praça Mauá, o soldado Marcelino Bispo de Melo encostou sua arma no peito de Prudente de Moraes que conseguiu desvencilhar-se. Decidido a matar o presidente da República, Melo sacou sua espada, mas foi impedido pelo ministro da Guerra, Carlos Machado de Bittencourt, apunhalado e morto pelo agressor ao defender Moraes. Ato contínuo, o governo federal decretou estado de sítio e assim neutralizou a oposição, especialmente ruidosa após a Questão de Canudos. Nas investigações sobre o crime, o vice-presidente Manuel Vitorino Pereira foi indiciado em inquérito como mandante, acusação rechaçada por ele em manifesto e não respaldada em provas, tanto que seu nome foi excluído no despacho final do processo. O responsável pelo atentado foi encontrado enforcado na prisão em 24 de janeiro de 1898.